# Tramway de Rothéneuf
Le tramway de Paramé à Rothéneuf, ou plus simplement tramway de Rothéneuf, est une ancienne ligne de chemin de fer d’intérêt local à voie de 60 cm du département d'Ille-et-Vilaine, desservant la côte à l'est de Saint-Malo, comme « embranchement » de la ligne à voie métrique de Saint-Malo à Cancale des tramways bretons.

## Chronologie
- 16 novembre 1895 : déclaration d'utilité publique et concession à la société du tramway de Rothéneuf
- 28 juin 1896 : ouverture de la ligne
- Début septembre 1914 : fin du service, dépose de la voie
- 10 juillet 1920 : intégration de la ligne (pas encore reconstruite) dans le réseau urbain

## Historique
Cette ligne a été construite à l’écartement de 60 cm. Elle fut ouverte en 1896 et exploitée par la société du tramway de Rothéneuf, rétrocessionnaire de la concession accordée par le département à M. Ruellan, propriétaire à Paramé. Le choix de l’écartement inhabituel de 60 cm s’explique par la publicité que faisait à l’époque Decauville pour cette technique ; de nombreux chemins de fer et tramways côtiers utiliseront cet écartement. Cependant, cet écartement ayant été plébiscité par l’Armée, la ligne connut un funeste sort pendant la Première Guerre mondiale, le génie militaire ayant réquisitionné le matériel et déposé la voie.
Le service est assuré pendant la saison estivale, conformément au cahier des charges, du 1er juillet au 30 septembre, mais dès 1897 des services supplémentaires sont tentés (les dimanches et lundis de Pâques au 1er juillet en 1897 par exemple). Tramway balnéaire, il jouit d'une forte fréquentation pendant la saison ; toutefois, pour pouvoir assurer le service qu'exige cette fréquentation, le concessionnaire est tenu d'investir pour pouvoir bénéficier d'un matériel à la hauteur. Ces investissements importants, couplés à la faiblesse de la durée de la saison rentable, rendent rapidement déficitaires les comptes de la société concessionnaire, qui ne reprendra pas l'exploitation de la ligne après la Guerre. La tentative de faire renaître la voie en l'intégrant au réseau urbain, avouée par le décret du 10 juillet 1920, est vaine. La ligne ne sera pas reconstruite.

## Exploitation

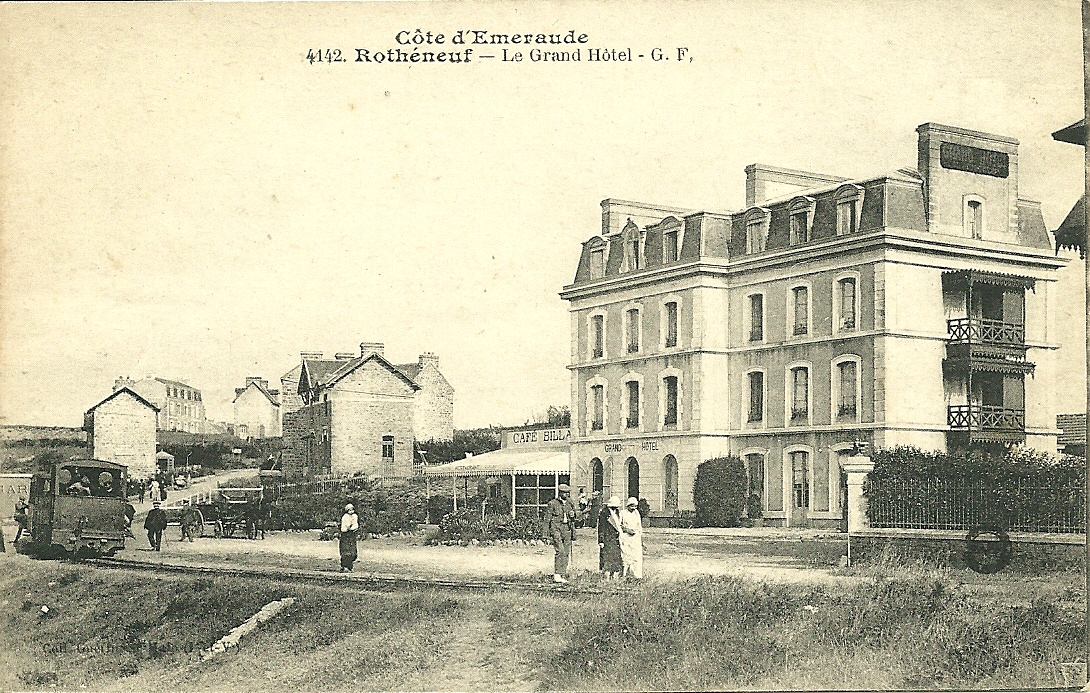
Le tramway à Rothéneuf

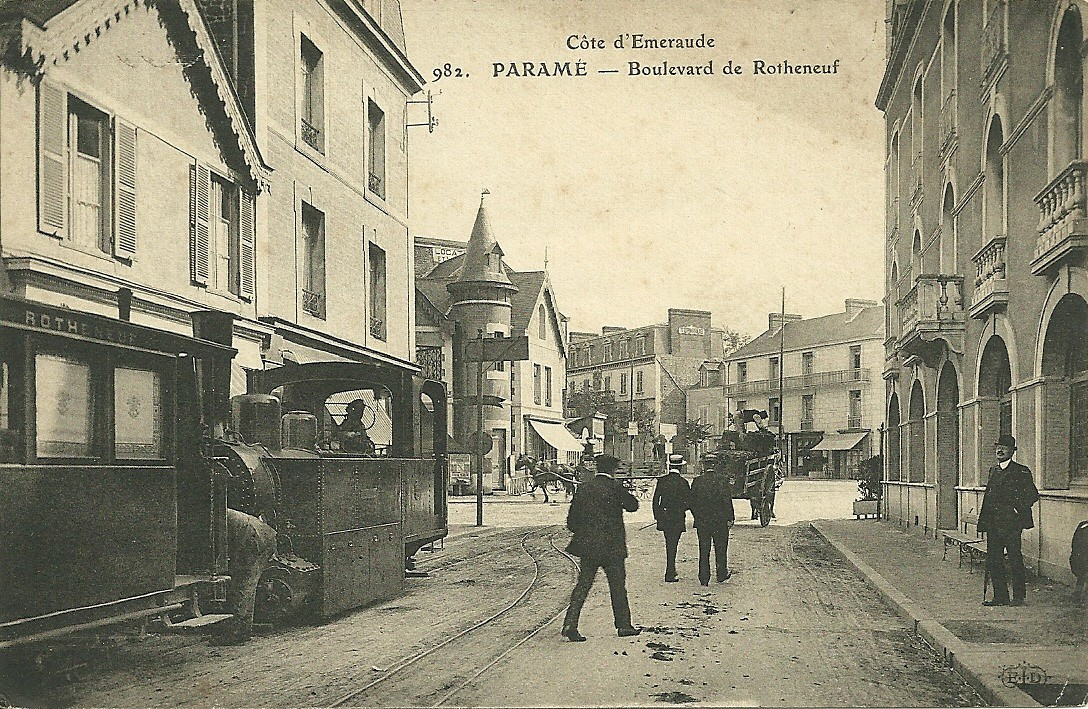
Le tramway à Paramé

Le concessionnaire acquis pour lancer l'exploitation deux locomotives Decauville à deux essieux adhérents qui vite se révélèrent insuffisamment dimensionnées pour gravir les quelques côtes rencontrées le long du tracé. Aussi fit-il l'acquisition dès 1898 d'une locomotive à trois essieux adhérents, puis d'une deuxième en 1903, et enfin d'une troisième en 1912, qui, parce qu'elle remplaça les deux premières locomotives (vendues), elle reprit le numéro de la deuxième et le nom de la première.
| Type                    | n° | Nom        | n° de construction | Date de livraison  |
| ----------------------- | -- | ---------- | ------------------ | ------------------ |
| 021T Decauville type 6  | 1  | Paramé     | 215                | 28 mai 1896        |
| 021T Decauville type 6  | 2  | Rothéneuf  | 216                | 11 juin 1896       |
| 031T Decauville type 10 | 3  | Rochebonne | 244                | 16 juin 1898       |
| 030T Blanc-Misseron     | 4  | Le Minihic | 282                | Début janvier 1903 |
| 030T Decauville         | 2  | Paramé     |                    | 1912               |

Face à cette « débauche » de locomotives pour une ligne aussi courte, le concessionnaire ne fit l'acquisition que de six voitures, 4 à bogies et plates-formes d'extrémités, 2 ouvertes à essieux, livrées deux par deux, en 1896, 1898 et 1902.

## Vestiges et matériels préservés

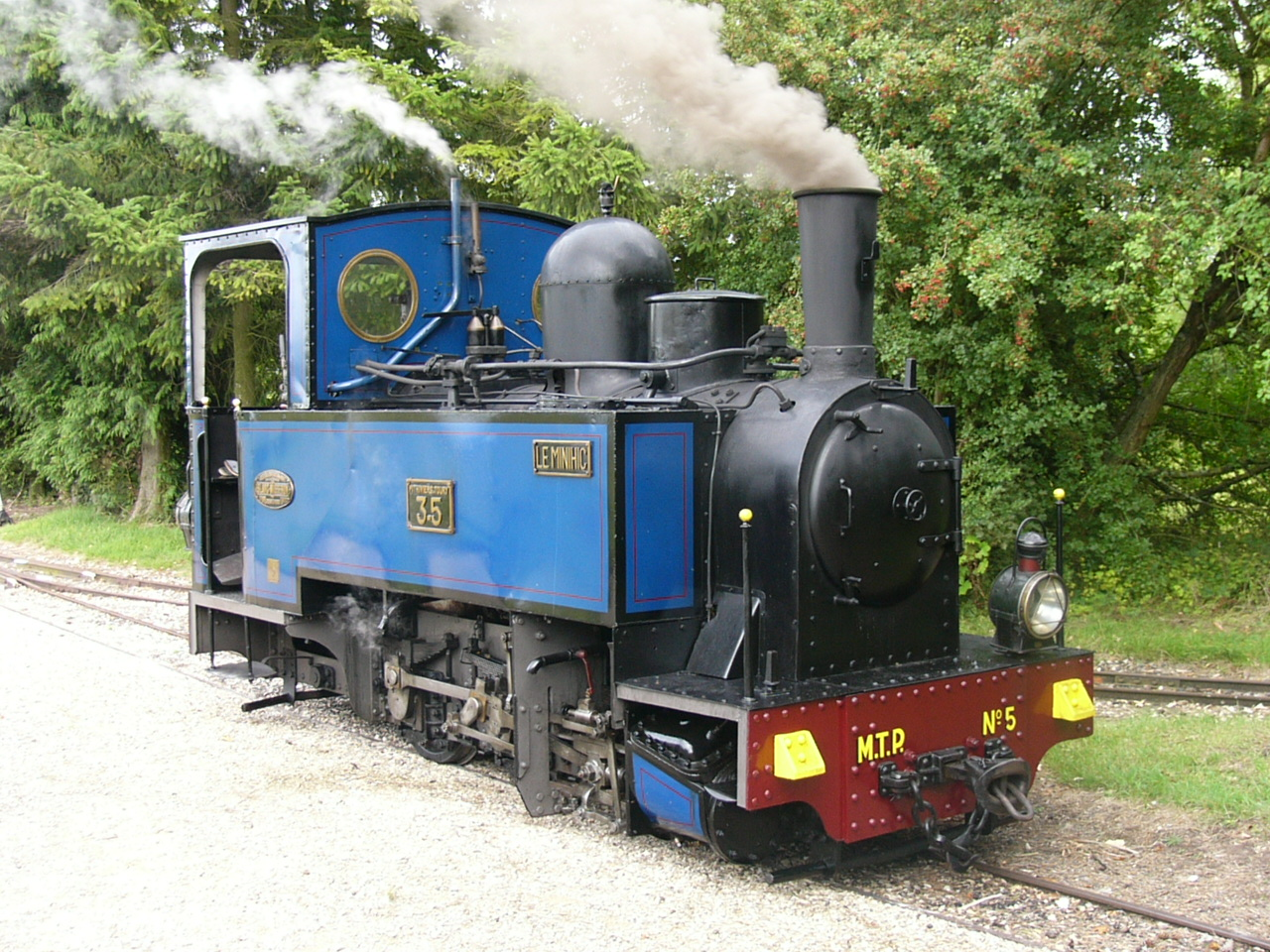
Locomotive 4, préservée et restaurée par le Musée des transports de Pithiviers.

La locomotive no 4 « Le Minihic » est conservée. Après avoir été renumérotée 3-5 sur le tramway de Pithiviers à Toury, elle porte actuellement le no 5 au Musée des transports de Pithiviers. C'est la seule locomotive connue à voie de 60 et destinée originellement au transport de passagers encore en état de marche.

## Sources